# 堀内岳志
堀内 岳志（ほりうち たけし、1973年10月5日 - ）は、日本中央競馬会 (JRA) ・美浦トレーニングセンターに所属している調教師。大阪府吹田市出身。

## 来歴
競馬とは縁のない大阪のサラリーマン家庭で育ち、父の仕事の関係で中学3年の時に茨城に移り、土浦日大高校在学中の1990年にアイネスフウジンが勝った日本ダービーをテレビで観て競馬に目覚めた。初めて競馬場に行ったのはオグリキャップが引退レースを飾った同年暮れの有馬記念の時で、翌年トウカイテイオーのダービーに徹夜で並んだほどの熱烈な競馬ファンだった。
日本大学理工学部を4年で中退し、牧場に勤務。牧場時代の1999年に研修で渡欧し、エルコンドルパサーが2着となった凱旋門賞を現地で観戦した。
「自分も凱旋門賞に挑めるようなホースマンになりたい」と思い、JRA競馬学校厩務員課程を経て、2003年9月に美浦・富田一幸厩舎の厩務員となったが、翌月からエルコンドルパサーを管理していた二ノ宮敬宇厩舎所属となった。叔母の職場に偶然、二ノ宮の兄が働いていたことが縁となり、紹介してもらい二ノ宮の下で働くことになったという。
2010年に担当馬のナカヤマフェスタが宝塚記念を制覇。その後、凱旋門賞に挑戦し、エルコンドルパサーと同じ2着と健闘した。
二ノ宮の引退に伴い2018年3月から小桧山悟厩舎所属となり、トーラスジェミニなどを担当した。
2020年に3度目の受験で調教師試験に合格し、2022年3月に厩舎を開業。同年3月20日、柄崎孝厩舎から引き継いだアドマイヤアルバで重賞初出走（阪神大賞典10着）。
2022年7月10日、函館10Rに出走したアスティでJRA初勝利を飾った（通算83戦目）。

## 調教師成績
|            | 日付          | 競馬場・開催   | 競走名     | 馬名             | 頭数 | 人気 | 着順 |
| ---------- | ------------- | -------------- | ---------- | ---------------- | ---- | ---- | ---- |
| 初出走     | 2022年3月5日  | 2回中山3日3R   | 3歳未勝利  | スクナ           | 16頭 | 5    | 12着 |
| 初勝利     | 2022年7月10日 | 1回函館10日10R | 横津岳特別 | アスティ         | 13頭 | 9    | 1着  |
| 重賞初出走 | 2022年3月20日 | 1回阪神12日    | 阪神大賞典 | アドマイヤアルバ | 13頭 | 13   | 10着 |